# Ordem de Camões

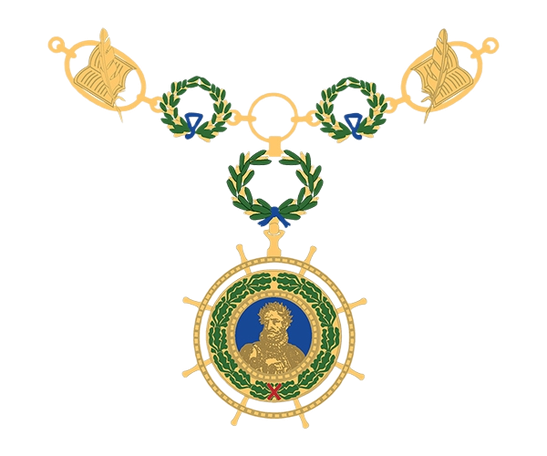
Grande colar.

A Ordem de Camões é uma ordem honorífica portuguesa, criada pela Assembleia da República em 7 de junho de 1985, mas apenas integrada no quadro das demais ordens honoríficas em 30 de junho de 2021 e atribuída desde então. Destina-se a distinguir serviços relevantes prestados à salvaguarda e projeção da língua portuguesa, enquanto eixo agregador das comunidades que se exprimem em português em torno do mundo.
O Grão-Mestre da Ordem é, tal como nas demais Ordens Honoríficas Portuguesas, por inerência, o Presidente da República, cargo exercido desde 2016 pelo Presidente Marcelo Rebelo de Sousa.

## História
A Ordem de Camões foi instituída pela Assembleia da República em 1985, através da Lei n.º 10/85 de 7 de junho. A Ordem foi destinada a galardoar serviços relevantes prestados à cultura portuguesa, à sua projeção no mundo, à conservação dos laços dos emigrantes com a mãe-pátria, à promoção da língua portuguesa e à intensificação das relações culturais entre os povos e as comunidades que se exprimam em português.
Por vicissitudes várias, a Ordem nunca chegou a ser regulamentada e integrada no quadro das demais ordens honoríficas portuguesas. Isto viria a acontecer apenas a 29 de junho do ano de 2021, no contexto duma revisão da Lei Orgânica das Ordens Honoríficas e do Regulamento das Ordens Honoríficas Portuguesas.
A primeira concessão da Ordem ocorreu no dia 31 de julho de 2021, com a entrega das insígnias e do título de Membro-Honorário ao Museu da Língua Portuguesa, na cidade de São Paulo, no estado de São Paulo, no Brasil, pelo Presidente Marcelo Rebelo de Sousa, por ocasião da reinauguração daquele museu.

## Graus
O Presidente da República é, por inerência, Grão-Mestre de todas as ordens honoríficas portuguesas.
Tal como nas restantes ordens honoríficas portuguesas, a Ordem de Camões tem duas categorias de membros: titulares e honorários. São titulares os cidadãos portugueses agraciados com a Ordem, sendo honorários os cidadãos estrangeiros e as instituições e localidades nacionais ou estrangeiras condecoradas.
A Ordem inclui seis graus, em ordem decrescente de preeminência: 
- Grande-Colar (GColCa) – grau especial
- Grã-Cruz (GCCa)
- Grande-Oficial (GOCa)
- Comendador (ComCa)
- Oficial (OCa)
- Cavaleiro (CvCa) / Dama (DmCa)

Tal como nas demais ordens honoríficas portuguesas, o título de Membro-Honorário (MHCa) pode ser atribuído a instituições e localidades.
Para além dos cidadãos nacionais também os cidadãos estrangeiros podem ser agraciados com esta Ordem.

## Distintivo e Insígnias

### Distintivo
O distintivo da Ordem de Camões é um medalhão constituído por um timão de ouro sobre o qual assenta um círculo central de esmalte azul, filetado a ouro pelo exterior, com uma efígie de Luís Vaz de Camões, em ouro, envolvido por uma coroa de ramos de carvalho com os seus frutos, atada com fitas cruzadas na base, de esmalte verde e realçada de ouro.
As cores da Ordem são o azul-marinho e o amarelo, cuja simbologia se prende, respetivamente, com os mares que ligam todas as Comunidades Portuguesas, e com a luz enquanto conhecimento e saber.

### Insígnias
O Grande-Colar tem como insígnias um colar, uma banda e uma placa dourada. A Grã-Cruz tem como insígnias uma banda e uma placa dourada. O Grande-Oficial tem como insígnias uma fita para o pescoço e uma placa dourada. Ao Comendador são atribuídas como insígnias uma fita para o pescoço e uma placa prateada. O Oficial usa como insígnias uma medalha com roseta. O Cavaleiro tem como insígnias uma medalha.
As senhoras agraciadas usam laço em vez de fitas para o pescoço e medalhas. Os laços são grandes para os graus de Grande-Oficial e Comendador, pequeno com roseta para Oficial e pequeno (simples) para Dama.

## Conselho
Como Chanceler do Conselho das Ordens Nacionais, que inclui a Ordem de Camões, foi renomeada a 16 de setembro de 2021 Manuela Ferreira Leite. Ferreira Leite tinha sido nomeada inicialmente em 2011 e reconduzida em 2016. Substituiu no cargo Mota Amaral.

## Grande-Colar
O Grande-Colar é o mais alto grau da Ordem de Camões. É usado pelo Presidente da República enquanto Grão-Mestre da Ordem. Tal como os demais Grandes-Colares das Ordens Honoríficas Portuguesas é reservado a Chefes de Estado, salvo raras exceções que traduzem uma especial distinção.

### Grão-Mestre
- Marcelo Rebelo de Sousa, Presidente da República (2021)

### Grandes-Colares Honorários (presentes)
- Jorge Carlos Fonseca, Presidente de Cabo Verde (2021)
- José Ramos-Horta, Presidente de Timor-Leste (2022)
- Luiz Inácio Lula da Silva, Presidente do Brasil (2023)

## Membros titulares e honorários
| Categorias da Wikipédia               | Artigos |
| ------------------------------------- | ------- |
| Grandes-Colares da Ordem de Camões    | 6       |
| Grã-Cruzes da Ordem de Camões         | 15      |
| Grandes-Oficiais da Ordem de Camões   | 0       |
| Comendadores da Ordem de Camões       | 2       |
| Oficiais da Ordem de Camões           | 0       |
| Cavaleiros da Ordem de Camões         | 0       |
| Membros-Honorários da Ordem de Camões | 2       |
| Total de artigos                      | 25      |